# Parmotrema kahuziense
Parmotrema kahuziense är en lavart som beskrevs av Sérus. Parmotrema kahuziense ingår i släktet Parmotrema och familjen Parmeliaceae.   Inga underarter finns listade i Catalogue of Life.